# 소래철교

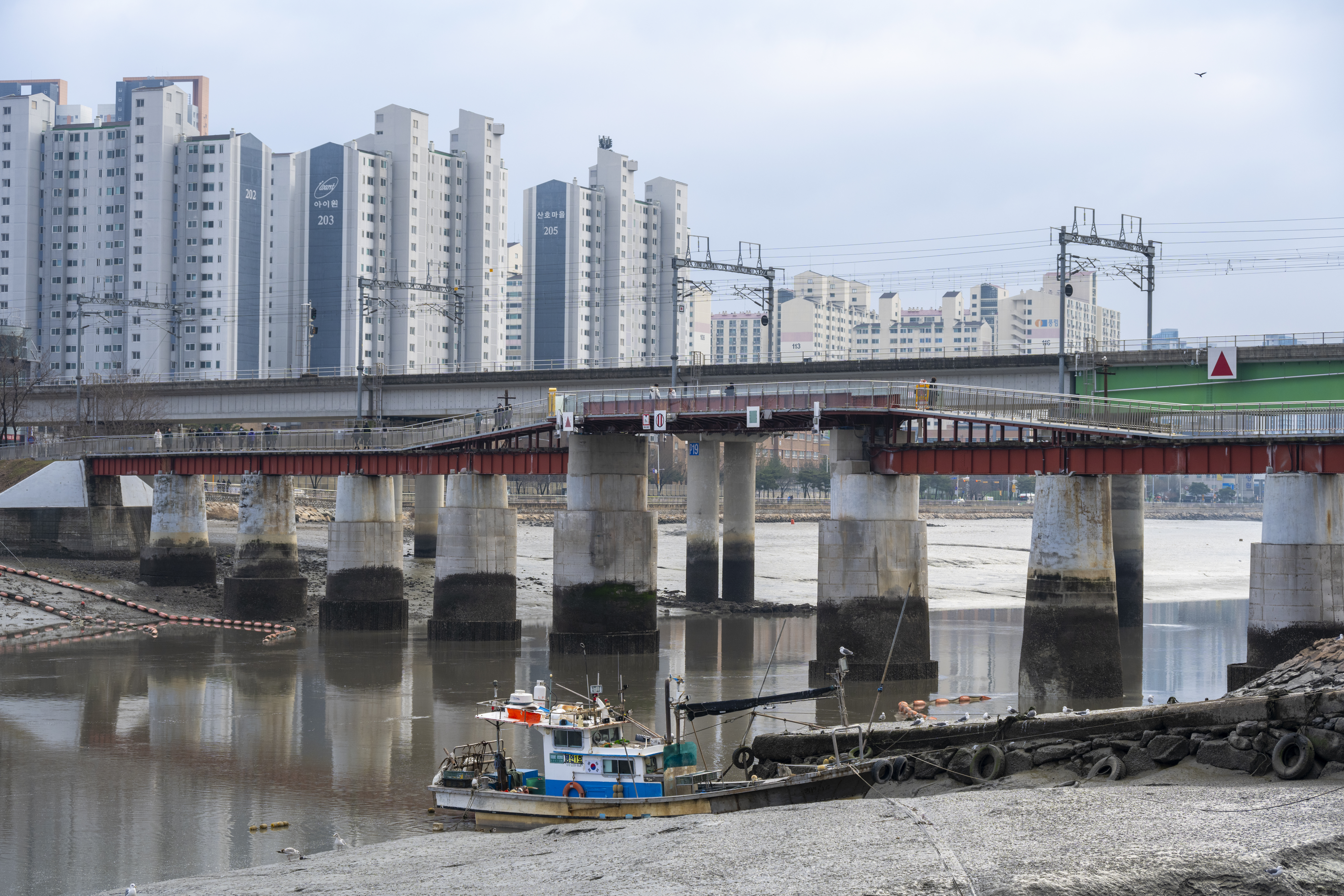
2023년의 소래철교. 앞에는 구 소래철교이고, 뒤에 있는 것은 신 소래철교이다.

소래철교(蘇萊鐵橋)는 수인선의 철로교량으로, 인천광역시 남동구 논현동 소래포구와 경기도 시흥시 월곶동 사이에 위치한다. 수인선의 단축 운행과 영업정지 관계로 1994년부터 열차가 다니지 않는다. 경동철도 시절에 경동철교로 개통되었지만 후에 소래철교로 바뀌었다. 협궤철교의 규모로써 폭은 1.2m, 길이는 126.5m이다. 인도교로써 소래와 월곶을 연결하는 구 소래철교는 영업정지 이후에도 소래포구, 소래어시장과 함께 관광명소로 알려졌고, 소래와 월곶 사람들의 통행로로 쓰였다. 신 소래철교는 월곶역과 소래포구역을 잇는 구간이며 수도권 전철 수인·분당선 광역철도가 운행중이다.

## 역사
- 1937년 8월 5일 : 수인선 영업 개시.
- 1992년 : 수인선 송도 ~ 소래 구간의 영업중지로 소래역까지만 단축 운행됨.
- 1994년 9월 1일 : 수인선 소래 ~ 한대앞 구간의 영업 중단에 따라 인도교로 재활용됨.
- 2012년 6월 30일 : 수도권 전철 수인선 송도 ~ 오이도 구간 부분 개통.

## 현재
구 소래철교의 경우 소래역과 함께 협궤 수인선 흔적의 대표적 명소인 동시에 소래포구를 찾은 관광객의 인도교로 활용되고 있다.
2015년 10월 31일부터 2019년 10월 7일까지 소래철교 경관 개선 공사를 하였다.

### 관광지로의 전환
지금도 꾸준히 관광객이 찾아 지금은 소래포구 부근은 해마다 1000만 명 이상의 관광객이 몰리는 수도권 최대의 관광지 중 하나가 되었다. 송도 ~ 한대앞 구간의 운행이 중단된 뒤에도 시민들에게 개방돼 인기를 끌어왔다.
소래철교에서는 특히 소래포구를 찾는 연인들이 찾는 명소로, 함께 손을 잡고 소래철교를 건너면 헤어지지 않는다는 전설도 있으며, 다리를 건너면서 소원을 기도 할 때 포구로 들나가는 배에 있으면 소원이 이루어진다는 이야기도 있다.

### 수인선 복선전철화에 따른 변화
수인선 복선 전철화 사업에 따라 새로운 다리인 신 소래철교가 신설되었다. 2012년 오이도 - 송도 간의 수인선 철도가 복원되었기 때문에, 신 소래철교로 광역 전철이 운행하고 있다.

### 지방자치단체의 갈등
소래철교를 두고 시흥시와 인천광역시, 한국철도시설공단이 갈등을 겪고 있다.
그 이유는 전체 길이의 49%는 인천광역시 남동구에, 51%는 시흥시에 속해있는데, 2010년에는 소래포구 최대의 명물인 구 소래철교 철거 문제를 놓고 시흥시와 인천광역시가 갈등을 빚었으며, 특히 2010년 2월에 소래철교 관리 주체인 한국철도시설공단 측이 안전에 문제가 있다는 용역 결과를 내놓으면서 시작됐다. 시흥시 측은 통행객들의 안전 등을 이유로 철거를 주장했다. 반면 인천시 쪽은 관광객 유치의 주요 지점인 소래철교를 보존해 관광 · 문화자원으로 활용하자며 반대했다.
국토해양부가 역사적 보존가치가 있음으로 판단함으로 2010년 8월 23일에 구 소래철교의 존치를 결정되었으며. 인천광역시에서도 구 소래철교가 보전될 경우에 필요한 수인선 추가 사업비의 50%를 부담하기로 함으로, 지자체 간의 갈등은 해결된 것처럼 보였고, 그 후에 구 소래철교의 보존과 안전성 확보를 위해 소래철교의 보수, 보강 공사가 진행되었다.
하지만 인천광역시 남동구에서 2011년 7월경에 문화재청에 구 소래철교를 등록문화재로 예고하고 하면서 명칭을 '인천 소래철교'로 표시하자 시흥시가 '소래철교'로 수정할 것을 요구하면서 또 다시 갈등이 시작되었다.
또한 보강공사가 끝난 후에 인천시가 소래포구축제에 맞추어 남동구 방면으로의 다리진입을 허용했다. 하지만 시흥시는 관광객의 불법주차와 무단쓰레기투여 따른 월곳동 풍림아파트 주민불편의 이유로 소래 반대편 시흥시가 시흥시 관할 구역에 있는 월곶쪽 통행을 못하게 철재 울타리로 봉쇄했다.
한편 시흥시는 소래철교 시흥방면 진입 부지(1454m2)를 매입하여 소공원을 설치하기 위해 소유주인 철도시설공단에 매입의사를 표시했고, 해당 부지 매입을 위해 이미 4억 4000여만 원의 예산까지도 확보해 놓은 상태다.

## 주변 지역
- 소래포구항 (소래포구, 월곶포구)
- 소래염전
- 소래포구 종합어시장
- 소래대교
- 소래포구역

## 같이 보기
- 수도권 전철 수인·분당선
- 수인선
- 소래포구